# 인간의 조건 (앙드레 말로)
인간의 조건(La Condition humaine)은 프랑스의 소설이다. 앙드레 말로가 1933년에 발표하여 공쿠르상을 받은 작품이다. 앙드레 말로는 한 인물의 위대함은 언어나 사유가 아닌 행위 특히 죽음을 맞는 모습에서 드러난다고 믿었고, 죽음으로써 '인간의 조건'을 뛰어넘고자 했던 주인공들을 통해 인간의 가능성과 위대함을 이야기하고자 하였다. 이 소설은 1927년 3월부터 4월까지의 중국 상하이를 시간적, 공간적 배경으로 삼는다.

## 줄거리
중국 국민당과 중국 공산당은 군벌을 토벌하기 위해 국공 합작을 하기도 하고 이념의 차이로 분열하기도 한다. 공산당 내부도 코민테른의 지도 노선에 충실한 인물과 공산당의 지령을 거부하는 소수파 사이에 갈등이 발생한다.
군벌 토벌이 끝나자 이질적인 두 집단 사이에는 갈등이 시작되고, 우월한 무력을 지니고 있었던 장제스는 총구를 돌려 공산주의파에 대한 대대적인 학살을 시작한다. 장제스의 배신에 분노한 몇 명의 이상주의자들은 타협하라는 공산주의파 지도부의 지시를 거부한 채 국민당군에 맞선다. 이러한 상황 속에서 등장인물들은 순간순간 자신의 운명을 선택할 수밖에 없는 실존적 상황에 놓이게 된다.
고독에 사로잡히면서도 집단적 행동과 우애 정신 속에서 그것을 극복하려고 노력하는 혼혈아 '기요', 연대적인 행동의 중심 속에서도 고독감에서 헤어날 수 없는 테러리스트 '첸', 강철 같은 의지를 지닌 혁명가 '카토프' 등이 주요 등장인물이다. 그 외에도 '기요'의 아버지이며 아편중독자인 대학교수, 권세욕과 에로티시즘의 화신 같은 자본가, 공상과 기행 속에서 현실을 잊으려는 성격파탄자, 공산당에 대한 증오에 불타는 비밀 경찰서원 등이 등장한다.

## 주요 등장인물
'기요'는 프랑스인 아버지와 일본인 어머니 사이에서 태어난 낭만적인 지식인이다. 그는 핍박받는 중국 인민들을 위해 자신을 바치기로 결심하고 혁명의 대열에 뛰어든다. 상하이 폭동을 주도한 그는 결국 체포되고 모진 고문을 받는다. 육체의 고통 앞에 나약할 수밖에 없는 자기 자신을 회의하던 '기요'는 결국 청산가리를 먹고 자살한다.
'첸'은 가장 과격한 테러리스트다. '기요'가 대중들과의 연대를 통해 혁명을 완수하려고 했다면 '첸'은 적과 동지의 양분법으로 시대에 저항한 고독한 인물이다. 그는 장제스 암살을 시도하다 실패하고 결국 거사 현장에서 죽음을 맞는다.
'카토프'는 러시아 출신 직업 혁명가로서 의학도이기도 하다. 체포된 '카토프'와 그의 동지들은 차례 차례 증기기관차의 시뻘건 불길 속에 던져질 운명에 처한다. '카토프'는 자신이 가지고 있던 청산가리를 공포에 질려있는 동료에게 주고 자신은 산 채로 불길 속에 던져짐으로써, 잔혹하게 불에 타 죽는 운명을 피할 수 있는 마지막 구원을 동료에게 양보한다.

## 소설 속 어록
'기요'가 죽은 다음 아버지 '지조르'는 '기요'의 독일인 아내 '메이'에게 이렇게 말한다. "한 사람을 만들려면 아홉 달이 필요하지만 죽이는 데는 단 하루로 족해. 우리는 그걸 뼈저리게 깨달은 셈이지. 그러나 메이, 한 인간을 완성하는 데는 아홉 달이 아니라 60년이라는 세월이 필요해. 그런데 그 인간이 다 만들어졌을 때, 이미 유년기도 청년기도 다 지난 한 인간이 되었을 때, 그때는 이미 죽는 것밖에 남지 않은 거란다."

## 같이 보기
- 국공 내전
- 르 몽드가 선정한 세기의 도서 100권